# Río Reñihué
El río Reñihué es un curso natural de agua de la Región de Los Lagos que nace del más elevado de los llamados lagos del Reñihué y fluye con dirección general NO hasta desembocar en el fiordo Reñihué.

## Trayecto
El lago Reñihué propiamente tal, desagua a través de un emisario en un lago intermedio, el que a su vez desagua en un tercer lago. Desde este último fluye desde su extremo oeste con dirección NO por 25 km hasta desembocar en el fiordo Reñihué, en una extensa y cenegosa playa que cruza con un delta de varios brazos.: 495 
Sus afluentes son: río Blanco (Reñihué), río Cipreses, río Ventisquero (Reñihué), y el río Torrentes, que desemboca en el lago Reñihué.
No debe ser confundido con el lago Riñihue de la cuenca del río Valdivia.

## Caudal y régimen
Su régimen es pluvial, pero algunos afluentes presentan crecidas de deshielo.: 497 

## Historia
El río Reñihué fue explorado en 1887 por Ramón Serrano Montaner quien se adentró en la cordillera siguiendo los pasos de Felipe Navarro y Juan Burr que lo habían hecho en 1874. A este último se
debe el nombre del Portezuelo Navarro, en el límite oriental de la cuenca.: 495 
Francisco Astaburuaga escribió en 1899 en su obra póstuma Diccionario geográfico de la República de Chile sobre el estuario:
Reñihue (Estuario de).-—Desemboca en la costa oriental del golfo de Ancud por los 42º 21' Lat. y 72° 48' Lon. al S. de Chulao y hacia el E. de la isla de Meulín. Penetra en el continente hacia el NE. por unos 18 kilómetros, teniendo en su última parte de dos á tres kilómetros de anchura y con fondo y capacidad en que pueden surgir buques de todos portes. Sus riberas abundan en bosques de buenas maderas y ofrecen campos para siembras y cría de ganados y contienen unos pocos habitantes.
Luis Risopatrón lo describe en su Diccionario jeográfico de Chile (1924):: 762 
Reñihué (Río). nace en el lago Inferior, corre hacia el W y baña terrenos llanos de formación aluvial, con capas de rodados sembrados por rocas volcánicas, en parte con vejetación tupida i en parte con pequeños matorrales, terrenos que se ensanchan a unos 2 kilómetros, en su parte inferior; corre con fuerte velocidad, en un lecho parejo de cascajo, de regular anchura, con poca profundidad, entre riberas bajas i pedregosas i concluye por afluir dividido en varios canales, sin ofrecer ningún trecho navegable, en el estremo SE del estero del mismo nombre, en un delta de estensos arenales. El valle esta formado entre cerros de más de 1000 m de altura, cubiertos de espeso monte hasta la rejión de las nieves.